# Équitation aux Jeux paralympiques d'été de 2016
Navigation
Londres 2012 Tokyo 2020
L' équitation aux Jeux paralympiques d'été de 2016 est divisée en 11 épreuves de dressage mixtes.
L'équipe de Grande-Bretagne compte des cavaliers multi-médaillé : Natasha Baker (3 Or), Sophie Christiansen (3 Or), Sophie Wells (2 Or, 1 Argent) et Anne Dunham (1 Or, 2 Argent).

## Classification des handicaps
Les athlètes sont classés en quatre catégories sans distinction de sexe mais uniquement en fonction du handicap :
- Catégorie I (A et B) : athlètes ayant soit une déficience au niveau de l’équilibre du tronc, soit une motricité limitée des bras et des jambes. Allures autorisées : pas seulement ou pas et trot.
- Catégorie II : athlètes ayant soit un handicap grave au niveau de l’équilibre du tronc soit un handicap unilatéral grave. Allures autorisées : pas et trot.
- Catégorie III : athlètes hémiplégiques, ayant un handicap moyen des deux bras et jambes ou un grave handicap des bras ou athlètes aveugles ou cavaliers sourds. Allures autorisées : pas, trot et galop.
- Catégorie IV : athlètes handicapés d’un ou deux membres ou déficients visuels. Allures autorisées : pas, trot et galop avec mouvements latéraux.

Pour les équipes de quatre cavaliers, l'un d'eux doit avoir un handicap de la plus lourde catégorie (I ou II). Ils vont participer chacun à deux reprises imposées pour le classement par équipe et une pour la qualification pour la reprise libre en musique afin de tenter le titre individuel. 

## Résultats
| Épreuves                            | Or | Argent | Bronze |
| ----------------------------------- | --- | --- | --- |
| Grand Prix Individuel catégorie Ia  | Sophie Christiansen (GBR) sur Athene Lindebjerg                                                                                                | Anne Dunham (GBR) sur LJT Lucas Normark                                                                                           | Sergio Oliva (pt) (BRA) sur Coco Chanel                                                                                    |
| Grand Prix Individuel catégorie Ib  | Pepo Puch (AUT) sur Fontaine noir | Lee Pearson (GBR) sur Zion | Stinna Kaastrup (DEN) sur Smarties                                                                                         |
| Grand Prix Individuel catégorie II  | Natasha Baker (GBR) sur Cabral | Demi Vermeulen (NED) sur Burberry                                                                                                 | Rixt Van der Horst (NED) sur Caraat                                                                                        |
| Grand Prix Individuel catégorie III | Ann Cathrin Lübbe (NOR) sur Donatello | Susanne Sunesen (DEN) sur Que faire                                                                                               | Louise Etzner Jakobsson (SWE) sur Zernard                                                                                  |
| Grand Prix Individuel catégorie IV  | Sophie Wells (GBR) sur Valerius | Michèle George (BEL) sur FBW Rainman                                                                                              | Frank Hosmar (NED) sur Alphaville                                                                                          |
| Grand Prix libre catégorie Ia       | Sophie Christiansen (GBR) sur Athene Lindebjerg                                                                                                | Anne Dunham (GBR) sur LJT Lucas Normark                                                                                           | Sergio Oliva (pt) (BRA) sur Coco Chanel                                                                                    |
| Grand Prix libre catégorie Ib       | Lee Pearson (GBR) sur Zion | Pepo Puch (AUT) sur Fontaine noir                                                                                                 | Stinna Kaastrup (DEN) sur Smarties                                                                                         |
| Grand Prix libre catégorie II       | Natasha Baker (GBR) sur Cabral | Rixt Van der Horst (NED) sur Caraat                                                                                               | Steffen Zeibig (GER) sur Burberry                                                                                          |
| Grand Prix libre catégorie III      | Sanne Voets (NED) sur Que faire | Ann Cathrin Lubbe (NOR) sur Donatello                                                                                             | Louise Etzner Jakobsson (SWE) sur Zernard                                                                                  |
| Grand Prix libre catégorie IV       | Michèle George (BEL) sur FBW Rainman | Sophie Wells (GBR) sur Valerius                                                                                                   | Frank Hosmar (NED) sur Alphaville                                                                                          |
| Classement par équipes              | Grande-Bretagne Natasha Baker sur Cabral Sophie Wells sur Valerius Anne Dunham sur LJT Lucas Normark Sophie Christiansen sur Athene Lindebjerg | Allemagne Alina Rosenberg sur Nea's Daboun Carolin Schnarre sur Del Rusch Steffen Zeibig sur Feel Good 4 Elke Philipp sur Regaliz | Danemark Nicole den Dulk sur Wallace Frank Hosmar sur Alphaville Demi Vermeulen sur Burberry Rixt van der Horst sur Caraat |

## Tableau des médailles
| Rang  | Nation          | Or | Argent | Bronze | Total |
| ----- | --------------- | -- | ------ | ------ | ----- |
| 1     | Grande-Bretagne | 7  | 4      | 0      | 11    |
| 2     | Pays-Bas        | 1  | 2      | 4      | 7     |
| 3     | Autriche        | 1  | 1      | 0      | 2     |
| 3     | Belgique        | 1  | 1      | 0      | 2     |
| 3     | Norvège         | 1  | 1      | 0      | 2     |
| 6     | Danemark        | 0  | 1      | 2      | 3     |
| 7     | Allemagne       | 0  | 1      | 1      | 2     |
| 8     | Suède           | 0  | 0      | 2      | 2     |
| 8     | Brésil          | 0  | 0      | 2      | 2     |
| Total | Total           | 11 | 11     | 11     | 33    |